# ريتشارد أندرسون
ريتشارد أندرسون (بالإنجليزية: Richard Anderson)‏ (8 أغسطس 1926 – 31 أغسطس 2017) هو ممثل، وممثل تلفزيوني، من الولايات المتحدة الأمريكية. توفي يوم 31 أغسطس 2017.Slotnik، Daniel E. (31 أغسطس 2017). "Richard Anderson, of 'Six Million Dollar Man' and 'Bionic Woman,' Dies at 91". نيويورك تايمز. مؤرشف من الأصل في 2018-06-22.

## وصلات خارجية
- ريتشارد أندرسون على موقع IMDb (الإنجليزية)
- ريتشارد أندرسون على موقع روتن توميتوز (الإنجليزية)
- ريتشارد أندرسون على موقع ألو سيني (الفرنسية)
- ريتشارد أندرسون على موقع تيرنر كلاسيك موفيز (الإنجليزية)
- ريتشارد أندرسون على موقع أول موفي (الإنجليزية)
- ريتشارد أندرسون على موقع قاعدة بيانات برودواي على الإنترنت (الإنجليزية)
- ريتشارد أندرسون على موقع قاعدة بيانات الأفلام السويدية (السويدية)
- ريتشارد أندرسون على موقع إن إن دي بي (الإنجليزية)
- ريتشارد أندرسون على موقع قاعدة بيانات الفيلم (الإنجليزية)
- ريتشارد أندرسون على موقع كينوبويسك (الروسية)